# James McDivitt
James Alton McDivitt (Chicago, 10 de junio de 1929 - Tucson, 13 de octubre de 2022) fue un piloto de pruebas estadounidense, piloto de la Fuerza Aérea de los Estados Unidos, ingeniero aeronáutico y astronauta de la NASA que voló en las misiones del programa Gemini y Apolo. Comandó el vuelo Gemini 4 en el cual Ed White realizó el primer paseo espacial de EE. UU.
Participó en las misiones espaciales Gemini 4 y Apolo 9.

## Tributos
Ganó la Medalla de Servicio distinguido de la NASA.

### Eponimia
- McDivitt tiene una escuela nombrada en su honor, en Old Bridge (New Jersey): la James A. McDivitt Elementary School.[3] Muchas de las escuelas primarias en el Sistema de Escuelas Públicas del Municipio de Old Bridge llevan nombres de astronautas, como Alan Shepard, Gus Grissom, John Glenn, Walter Schirra, Gordon Cooper, Scott Carpenter.

- Edificio James McDivitt Hall, en el campus de Jackson College, Jackson, Míchigan, donde el hoy cerrado Centro Espacial de Míchigan fue una vez alojado.

- Calle McDivitt Drive, Blue Bell, Pensilvania, en 1990.

- Calle McDivitt Lane, Mukwonago, Wisconsin.

- Sección de calles en Staten Island, New York, de las cuales una es en su honor.

- Terraza McDivitt, desarrollos Westridge, Aldie, Virginia, parte de una sección donde la mayoría de las calles llevan el nombre de astronautas.

- Plaza McDivitt-White, West Hall, Universidad de Míchigan. West Hall anteriormente albergaba la Facultad de Ingeniería y cuenta con James McDivitt y Ed White entre sus exalumnos (McDivitt obtuvo su licenciatura y White obtuvo su maestría en la Universidad de Míchigan).